# Информационное агентство иранских студентов (ИСНА)
Информационное агентство иранских студентов (ИСНА) (перс.  خبرگزاری دانشجویان ایران(ایسنا)‎), (англ.  Iranian Students' News Agency (ISNA)) — иранское информационное агентство, основанное 4 ноября 1999 года.
Большая часть репортёров и редакторов ИСНА — студенты, обучающиеся в иранских университетах, многие работают в агентстве на добровольных началах. ИСНА получает финансовую поддержку от правительства ИРИ и иранского центра академических исследований (перс. جهاد دانشگاهی‎).
ИСНА публикует новости на персидском, английском, французском и арабском языках. Главный офис ИСНА находится в Тегеране.

## История
Информационное агентство иранских студентов было создано в ноябре 1999 года по предложению Абольфазла Фатеха, бывшего главы Ассоциации студентов Тегеранского университета, первоначально для освещения различных тем, связанных со студенческой жизнью в Иране. Фатех был главным редактором ИСНА, он учредил девиз агентства, действующий и по сей день: «Каждый студент — журналист». В настоящее время деятельность ИСНА охватывает огромный спектр тем, в том числе международных. Западные СМИ считают ИСНА одним из наиболее независимых новостных агентств Ирана. ИСНА раньше других новостных агентств Ирана начало использовать возможности Интернета для облегчения доступа целевой аудитории к новостному материалу.

## Организационная структура
- В совет директоров агентства входят руководитель Академического центра образования, культуры и исследований (в качестве председателя совета директоров), заместитель руководителя Академического центра по делам культуры, генеральный директор информационного агентства и два человека из Академического центра по предложению руководителя центра[4].
- Главный редакторский совет: совет состоит из председателя главного редакторского совета, заместителя по вопросам культуры, главного редактора агентства и двух представителей иранского центра академических исследований, предложенных директором данного центра.
- Административные отделы: отдел по вопросам новостного материала; информационных технологий и технической поддержки; образования; материального обеспечения; исполнительный отдел.
- Информационные отделы: научно-технический; социальный; экономический; политический; международный; культурный; спортивный; фотоагентство.